# Kordyana celebensis
Kordyana celebensis är en svampart som beskrevs av Gäum. 1922. Kordyana celebensis ingår i släktet Kordyana och familjen Brachybasidiaceae.   Inga underarter finns listade i Catalogue of Life.